# Repunit
Repunit ist ein Kofferwort aus den englischen Wörtern repeated (wiederholt) und unit (Einheit) und bezeichnet eine Zahl, die nur die Ziffer 1 enthält. Eine Repunit ist eine besondere Repdigit („Schnapszahl“); die Bezeichnung Repunit wurde 1966 von Albert H. Beiler geprägt. Im Deutschen wird auch die Bezeichnung Einserkolonne oder Einserschlange verwendet.
Eine prime Repunit oder Repunit-Primzahl ist eine Repunit, die zugleich eine Primzahl ist.

## Definition
Mathematisch sind Repunits (im Dezimalsystem) definiert als
{\displaystyle R_{n}={\frac {10^{n}-1}{9}}=\sum _{k=0}^{n-1}10^{k}=\overbrace {11\dotso 1} ^{n{\text{ Ziffern}}}}, mit {\displaystyle n\in \mathbb {N} ^{+}}.
Zudem lässt sich auch eine rekursive Definition angeben:
{\displaystyle R_{n}={\begin{cases}1,&{\text{wenn }}n=1{\text{,}}\\10^{n-1}+R_{n-1},&{\text{wenn }}n\geq 2{\text{.}}\end{cases}}}
Die Zahl {\displaystyle R_{n}} besteht also aus genau {\displaystyle n} Einsen ({\displaystyle n\geq 1}). Die Folge der Repunits beginnt wie folgt: 1, 11, 111, 1111, … (Folge A002275 in OEIS).

## Repunit-Primzahlen
Die Definition der Repunits entstand historisch auf der Suche nach einer Zerlegung solcher Zahlen in ihre Primfaktoren. Die Frage, ob eine Repunit-Zahl eine Primzahl ist, beschäftigte Mathematiker schon im 19. Jahrhundert. So verfasste Carl Gustav Jacob Jacobi eine Arbeit mit dem Titel „Untersuchung, ob die Zahl 11111111111 eine Primzahl ist oder nicht. Ein Kuriosum, veranlasst durch Dase.“
Es ist einfach zu zeigen, dass {\displaystyle R_{n}} durch {\displaystyle R_{a}} teilbar ist, falls {\displaystyle n} durch {\displaystyle a} teilbar ist. Zum Beispiel ist {\displaystyle R_{9}} teilbar durch {\displaystyle R_{3}}: 111111111 = 111 · 1001001.
Deshalb muss notwendig {\displaystyle n} eine Primzahl sein, damit {\displaystyle R_{n}} eine Primzahl sein kann. Diese Bedingung ist jedoch nicht hinreichend, zum Beispiel ist {\displaystyle R_{3}} keine Primzahl, da {\displaystyle R_{3}=111=3\cdot 37}.
Außer für dieses Beispiel von {\displaystyle R_{3}} kann {\displaystyle p} nur Teiler von {\displaystyle R_{n}} sein (für eine Primzahl {\displaystyle n}), wenn {\displaystyle p=2kn+1} für ein bestimmtes {\displaystyle k}.
Repunit-Primzahlen sind selten. {\displaystyle R_{n}} ist eine Primzahl für {\displaystyle n=2,19,23,317,1031,\ldots } (Folge A004023 in OEIS). Die im September 1999 von Harvey Dubner bzw. im Oktober 2000 von Lew Baxter gefundenen {\displaystyle R_{49081}} und {\displaystyle R_{86453}} sind wahrscheinlich Primzahlen (sogenannte PRP-Zahlen).
Ende März 2007 ermittelten Paul Bourdelais und Harvey Dubner {\displaystyle R_{109297}} als primzahlverdächtig, vier Monate später fanden Maksym Voznyy und Anton Budnyy {\displaystyle R_{270343}}. Serge Batalov und Ryan Propper fanden binnen kürzester Zeit am 20. April 2021 {\displaystyle R_{5794777}} und am 8. Mai 2021 {\displaystyle R_{8177207}} als gegenwärtig (27. Mai 2021) größte bekannte wahrscheinliche Repunit-Primzahlen.
Es wird vermutet, dass es unendlich viele Repunit-Primzahlen gibt.

## Verallgemeinerte Repunits
Da die obige Definition von Repunits auf dem Dezimalsystem beruht, mag diese Definition zunächst willkürlich erscheinen. Man kann die zugrunde liegende Idee jedoch verallgemeinern, indem man Repunits bezüglich einer beliebigen Basis {\displaystyle b} definiert:
{\displaystyle R_{n}^{(b)}={\frac {b^{n}-1}{b-1}}=\sum _{k=0}^{n-1}b^{k}=\underbrace {\overbrace {11\dotso 1} ^{n{\text{ Ziffern}}}{}_{b}} _{{\text{Zahl zur Basis }}b}}, mit {\displaystyle b,n\in \mathbb {N} }, {\displaystyle b\geq 2}, {\displaystyle n\geq 1}
Die verallgemeinerte rekursive Definition lautet:
{\displaystyle R_{n}^{(b)}={\begin{cases}1,&{\text{wenn }}n=1{\text{,}}\\b^{n-1}+R_{n-1}^{(b)},&{\text{wenn }}n\geq 2{\text{.}}\end{cases}}}
Die Zahl {\displaystyle R_{n}^{(b)}} besteht also aus genau {\displaystyle n} Einsen ({\displaystyle n\geq 1}), wenn sie als Zahl zur Basis {\displaystyle b} notiert wird (wobei {\displaystyle R_{1}^{(b)}} unabhängig von der Basis immer gleich 1 ist).
Wertetabelle einiger Repunits als Beispiel:
| {\displaystyle R_{n}^{(b)}} | Binärsystem {\displaystyle b=2} | Binärsystem {\displaystyle b=2} | Oktalsystem {\displaystyle b=8} | Oktalsystem {\displaystyle b=8} | Dezimalsystem {\displaystyle b=10} | Hexadezimalsystem {\displaystyle b=16} | Hexadezimalsystem {\displaystyle b=16} |
| {\displaystyle n}           | binär                           | dezimal                         | oktal                           | dezimal                         | dezimal                            | hexadezimal                            | dezimal                                |
| --------------------------- | ------------------------------- | ------------------------------- | ------------------------------- | ------------------------------- | ---------------------------------- | -------------------------------------- | -------------------------------------- |
| 1                           | 12                              | 110                             | 18                              | 110                             | 110                                | 116                                    | 110                                    |
| 2                           | 112                             | 310                             | 118                             | 910                             | 1110                               | 1116                                   | 1710                                   |
| 3                           | 1112                            | 710                             | 1118                            | 7310                            | 11110                              | 11116                                  | 27310                                  |
| 4                           | 11112                           | 1510                            | 11118                           | 58510                           | 111110                             | 111116                                 | 436910                                 |
| 5                           | 111112                          | 3110                            | 111118                          | 468110                          | 1111110                            | 1111116                                | 6990510                                |
| 6                           | 1111112                         | 6310                            | 1111118                         | 3744910                         | 11111110                           | 11111116                               | 111848110                              |
| 7                           | 11111112                        | 12710                           | 11111118                        | 29959310                        | 111111110                          | 111111116                              | 1789569710                             |
| 8                           | 111111112                       | 25510                           | 111111118                       | 239674510                       | 1111111110                         | 1111111116                             | 28633115310                            |
| 9                           | 1111111112                      | 51110                           | 1111111118                      | 1917396110                      | 11111111110                        | 11111111116                            | 458129844910                           |
| 10                          | 11111111112                     | 102310                          | 11111111118                     | 15339168910                     | 111111111110                       | 111111111116                           | 7330077518510                          |

Es ist einfach zu beweisen, dass für jedes {\displaystyle n}, das nicht ohne Rest durch 2 oder {\displaystyle p} teilbar ist, eine Repunit zur Basis {\displaystyle 2p} existiert, die ein Vielfaches von {\displaystyle n} ist.
Die Basis-2-Repunits sind bekannt als die Mersenne-Zahlen: {\displaystyle M_{n}=2^{n}-1}
Die Repunit-Primzahlen sind eine Teilmenge der permutierbaren Primzahlen, also der Primzahlen, die Primzahlen bleiben, wenn man ihre Ziffern beliebig vertauscht.
Eine besonders große verallgemeinerte Repunit-Primzahl mit 37.090 Stellen berechnete Andy Steward 2006 mit {\displaystyle \textstyle {\frac {28839^{8317}-1}{28838}}}. Im Jahr 2010 fand Tom Wu mit {\displaystyle \textstyle {\frac {1549^{12973}-1}{1548}}} eine noch größere mit 41.382 Stellen. Die derzeit (31. Mai 2021) größte bekannte verallgemeinerte Repunit-Primzahl ist {\displaystyle {\frac {7176^{24691}-1}{7175}}} mit 95.202 Stellen und wurde von Tom Wu im Juni 2017 entdeckt.

### Repunit-Primzahl zu unterschiedlichen Basen
Beispiele:
- Die Repunit {\displaystyle R_{7}^{(5)}=1111111_{5}} ist zur Basis {\displaystyle b=5} eine Primzahl, weil {\displaystyle 1111111_{5}={\underline {1}}\cdot 5^{6}+{\underline {1}}\cdot 5^{5}+{\underline {1}}\cdot 5^{4}+{\underline {1}}\cdot 5^{3}+{\underline {1}}\cdot 5^{2}+{\underline {1}}\cdot 5^{1}+{\underline {1}}\cdot 5^{0}=15625+3125+625+125+25+5+1=19531\in \mathbb {P} } eine Primzahl ist.
- Es folgt eine Tabelle der kleinsten Repunit-Primzahlen {\displaystyle R_{n}^{(b)}} zu Basen {\displaystyle b\leq 12}, im Dezimalsystem geschrieben

| Basis {\displaystyle b} | die kleinsten Repunit-Primzahlen {\displaystyle R_{n}^{(b)}={\overbrace {11\ldots 1} ^{n{\text{ Einser}}}}_{b}} zu Basen {\displaystyle b\leq 12}, im Dezimalsystem geschrieben | OEIS-Folge            |
| Basis {\displaystyle b} | die dazugehörigen {\displaystyle n}, für die obige Repunits Primzahlen sind | OEIS-Folge            |
| ----------------------- | --- | --------------------- |
| 2                       | 3, 7, 31, 127, 8191, 131071, 524287, 2147483647, 2305843009213693951, 618970019642690137449562111, 162259276829213363391578010288127, 170141183460469231731687303715884105727, … (alle Mersenne-Primzahlen) | Folge A000668 in OEIS |
| 2                       | 2, 3, 5, 7, 13, 17, 19, 31, 61, 89, 107, 127, 521, 607, 1279, 2203, 2281, 3217, 4253, 4423, 9689, 9941, 11213, 19937, 21701, 23209, 44497, 86243, 110503, 132049, 216091, 756839, 859433, 1257787, 1398269, 2976221, 3021377, 6972593, 13466917, 20996011, 24036583, 25964951, 30402457, 32582657, 37156667, 42643801, 43112609, 57885161, 74207281, 77232917, 82589933, ... | Folge A000043 in OEIS |
| 3                       | 13, 1093, 797161, 3754733257489862401973357979128773, 6957596529882152968992225251835887181478451547013, ... | Folge A076481 in OEIS |
| 3                       | 3, 7, 13, 71, 103, 541, 1091, 1367, 1627, 4177, 9011, 9551, 36913, 43063, 49681, 57917, 483611, 877843, 2215303, 2704981, 3598867, ... | Folge A028491 in OEIS |
| 4                       | 5 (die einzige, weil {\displaystyle 4^{n}-1=\left(2^{n}+1\right)\left(2^{n}-1\right)} ist und die Zahl {\displaystyle 3} für ungerade {\displaystyle n} ein Teiler von {\displaystyle 2^{n}+1} und für gerade {\displaystyle n} ein Teiler von {\displaystyle 2^{n}-1} ist)                                                                                                  |                       |
| 4                       | 2 |                       |
| 5                       | 31, 19531, 12207031, 305175781, 177635683940025046467781066894531, 14693679385278593849609206715278070972733319459651094018859396328480215743184089660644531, 35032461608120426773093239582247903282006548546912894293926707097244777067146515037165954709053039550781, ...                                                                                                  | Folge A086122 in OEIS |
| 5                       | 3, 7, 11, 13, 47, 127, 149, 181, 619, 929, 3407, 10949, 13241, 13873, 16519, 201359, 396413, 1888279, 3300593, ... | Folge A004061 in OEIS |
| 6                       | 7, 43, 55987, 7369130657357778596659, 3546245297457217493590449191748546458005595187661976371, ... | Folge A165210 in OEIS |
| 6                       | 2, 3, 7, 29, 71, 127, 271, 509, 1049, 6389, 6883, 10613, 19889, 79987, 608099, 1365019, ... | Folge A004062 in OEIS |
| 7                       | 2801, 16148168401, 85053461164796801949539541639542805770666392330682673302530819774105141531698707146930307290253537320447270457, 138502212710103408700774381033135503926663324993317631729227790657325163310341833227775945426052637092067324133850503035623601, ... | Folge A102170 in OEIS |
| 7                       | 5, 13, 131, 149, 1699, 14221, 35201, 126037, 371669, 1264699, ... | Folge A004063 in OEIS |
| 8                       | 73 (die einzige, weil {\displaystyle 8^{n}-1=\left(4^{n}+2^{n}+1\right)\left(2^{n}-1\right)} und der erste Faktor {\displaystyle 4^{n}+2^{n}+1} durch 7 teilbar ist, wenn {\displaystyle n} nicht durch 3 teilbar ist bzw. der zweite Faktor {\displaystyle 2^{n}-1} durch 7 teilbar ist, wenn {\displaystyle n} ein Vielfaches von 3 ist)                                   |                       |
| 8                       | 3 |                       |
| 9                       | es gibt keine einzige prime Repunit mit dieser Basis, weil {\displaystyle 9^{n}-1=\left(3^{n}+1\right)\left(3^{n}-1\right)} und sowohl {\displaystyle 3^{n}+1} als auch {\displaystyle 3^{n}-1} gerade sind |                       |
| 9                       | - |                       |
| 10                      | 11, 1111111111111111111, 11111111111111111111111, ... | Folge A004022 in OEIS |
| 10                      | 2, 19, 23, 317, 1031, 49081, 86453, 109297, 270343, 5794777, 8177207, ... | Folge A004023 in OEIS |
| 11                      | 50544702849929377, 6115909044841454629, 1051153199500053598403188407217590190707671147285551702341089650185945215953, 567000232521795739625828281267171344486805385881217575081149660163046217465544573355710592079769932651989153833612198334843467861091902034340949, ...                                                                                                  |                       |
| 11                      | 17, 19, 73, 139, 907, 1907, 2029, 4801, 5153, 10867, 20161, 293831, 1868983, ... | Folge A005808 in OEIS |
| 12                      | 13, 157, 22621, 29043636306420266077, 43570062353753446053455610056679740005056966111842089407838902783209959981593077811330507328327968191581, 388475052482842970801320278964160171426121951256610654799120070705613530182445862582590623785872890159937874339918941, ...                                                                                                   |                       |
| 12                      | 2, 3, 5, 19, 97, 109, 317, 353, 701, 9739, 14951, 37573, 46889, 769543, ... | Folge A004064 in OEIS |